# Nicola Spirig

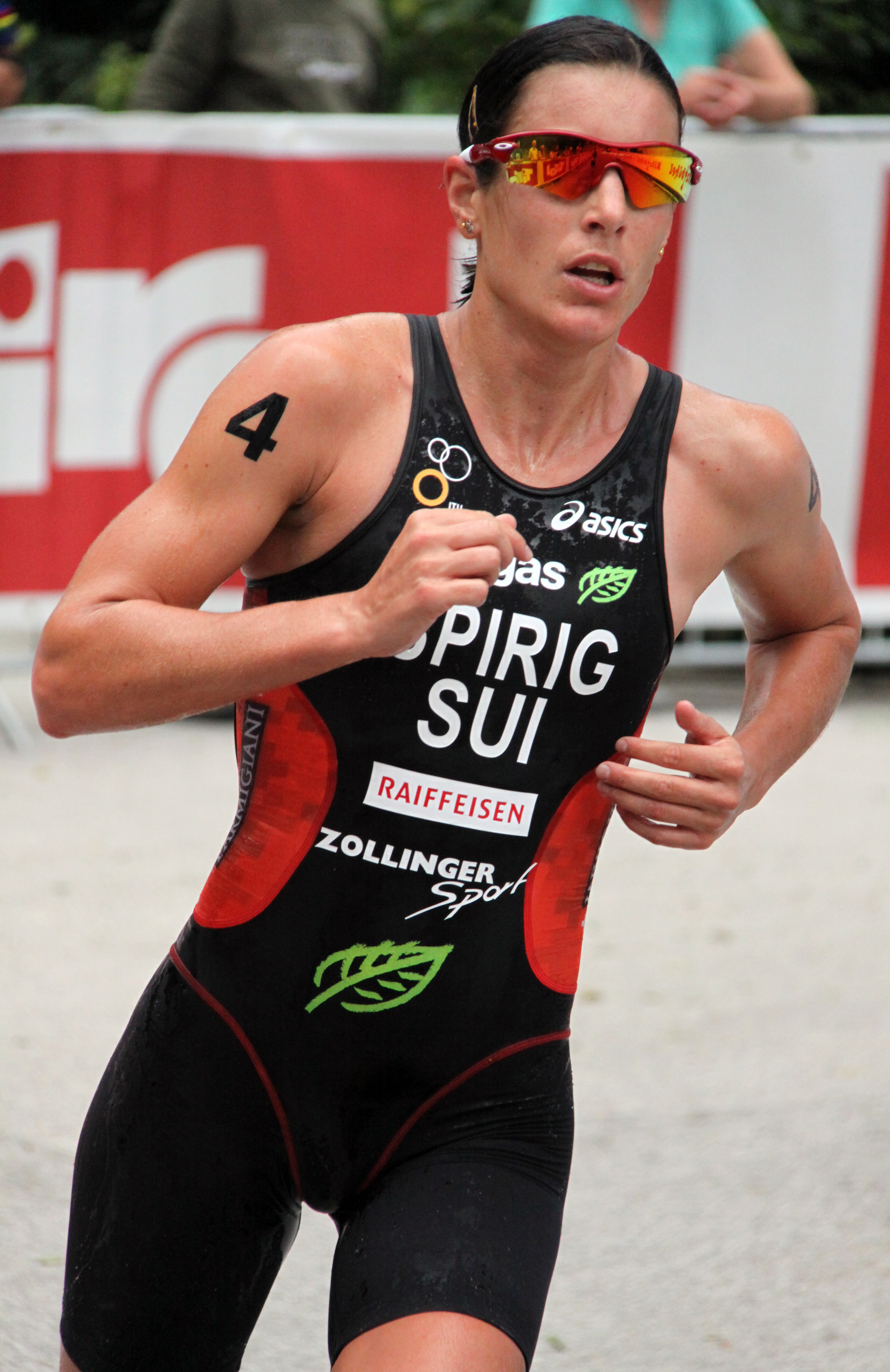
Nicola Spirig, Kitzbühel 2010.

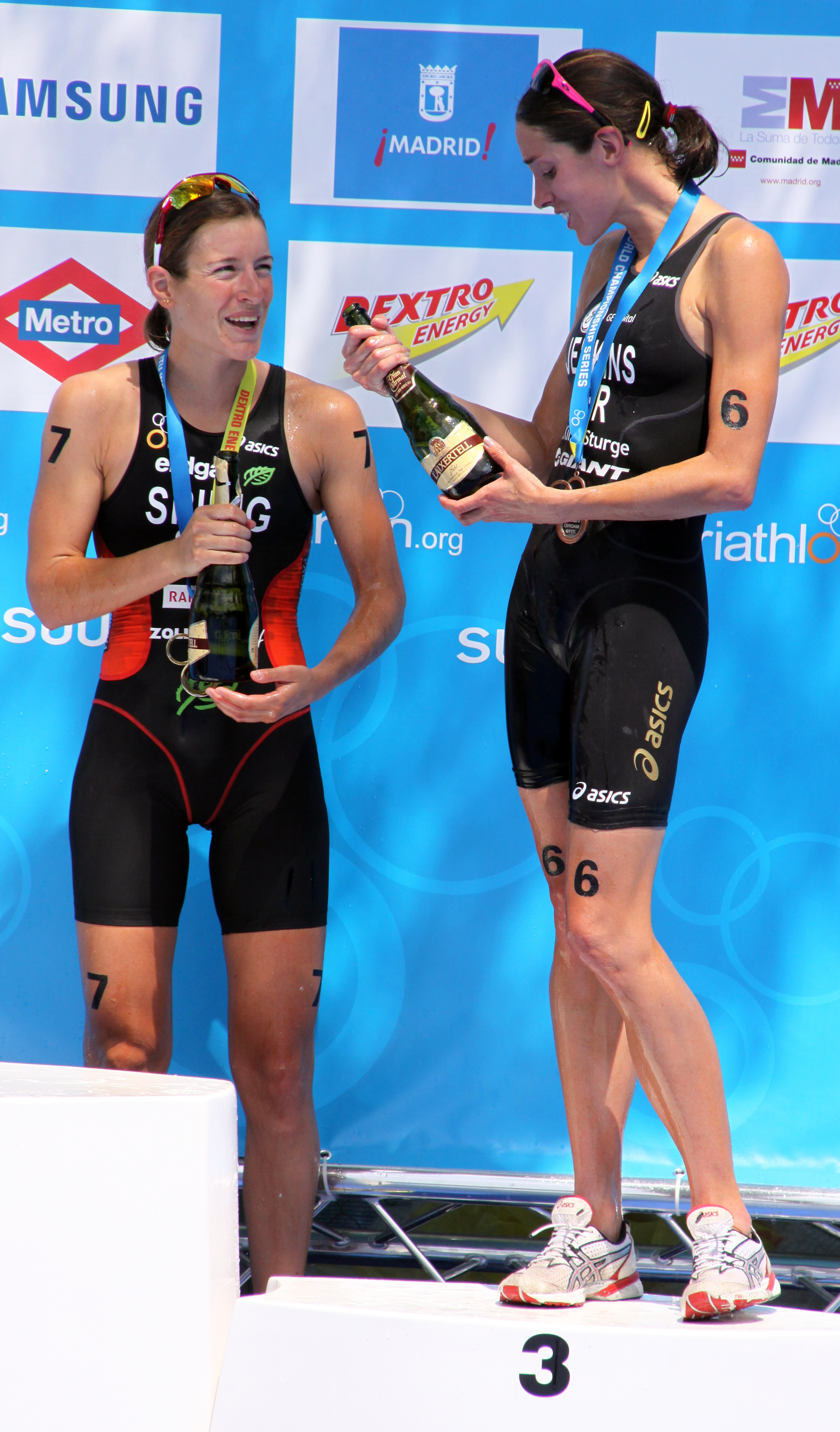
Nicola Spirig & Helen Jenkins, Madrid 2010.

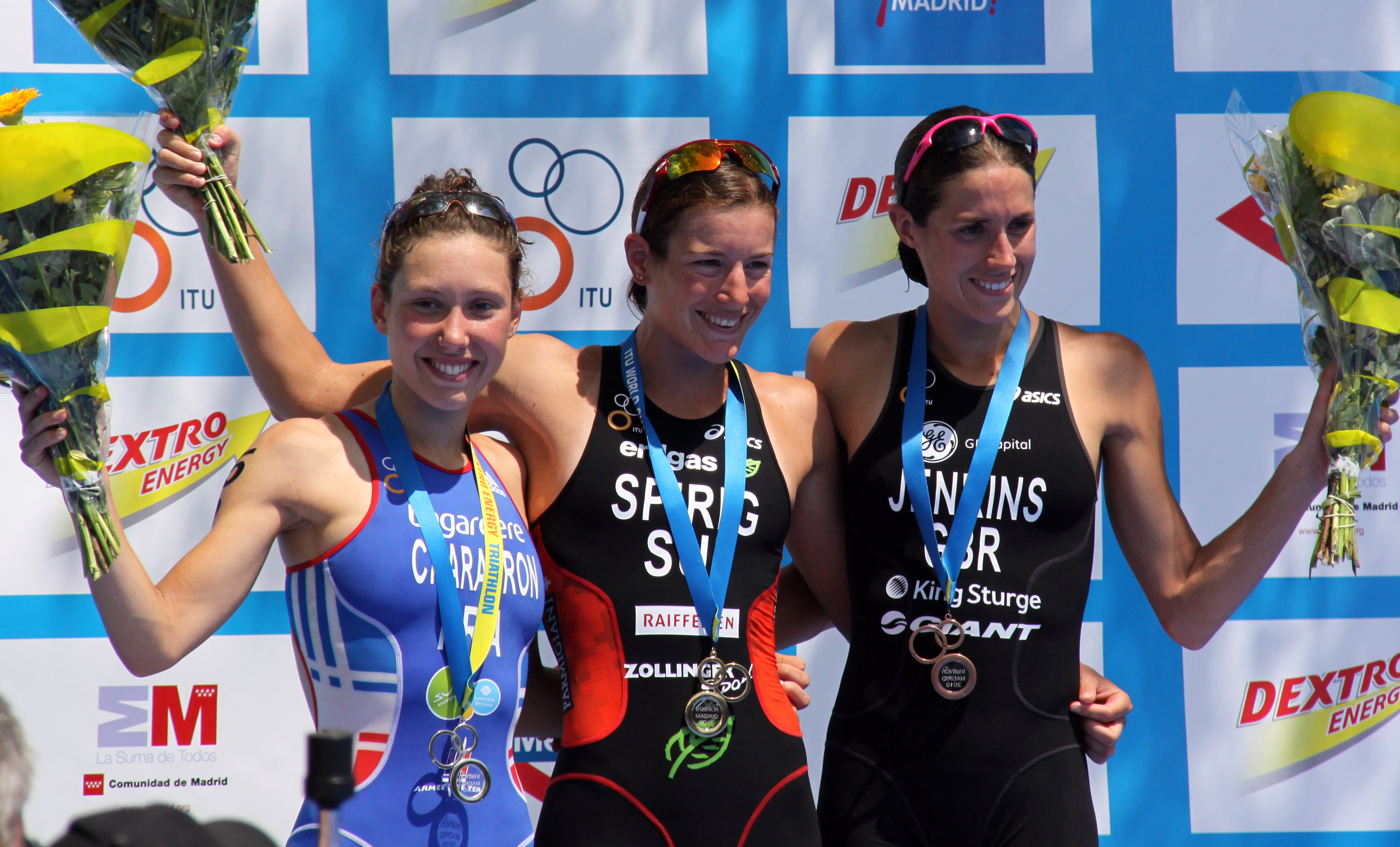
Emmie Charayron, Nicola Spirig & Helen Jenkins Tucker, Madrid 2010.

Nicola Spirig (Bülach, 7 februari 1982) is een Zwitsers triatlete en duatlete. Ze vertegenwoordigde haar land bij verschillende grote internationale wedstrijden. Bij de triatlon werd ze olympisch kampioene, tweemaal Europees kampioene, wereldjeugdkampioene en Europees jeugdkampioene. Bij de duatlon werd ze viermaal Zwitsers kampioene en won ze verschillende nationale jeugdtitels. Ook nam ze viermaal deel aan de Olympische Spelen en won hierbij in totaal twee medailles.

## Biografie
Haar eerste internationale succes boekte Spirig in 2001 bij het WK voor junioren in Edmonton. Ze won een gouden medaille. In 2004 maakte ze haar op 22-jarige leeftijd haar olympisch debuut. Op de Olympische Spelen van Athene behaalde ze een negentiende plaats in een tijd van 2:08.44,46. Vier jaar later op de Olympische Spelen van Peking werd ze zesde in 2:00.03,48, haar eerste grote succes.
In 2012 won de Zwitserde de gouden medaille bij de Olympische Spelen van Londen door de Zweedse Lisa Nordén in de eindsprint met miniem verschil (0,02 seconden) te verslaan.
In 2014 werd ze achtste en in 2015 tweede bij de marathon van Zürich. In 2014 werd ze 24e bij de Europese kampioenschappen marathon in Zürich.

## Titels
- Olympisch kampioene triatlon - 2012
- Europees kampioene triatlon - 2009, 2010
- Wereldjeugdkampioene triatlon - 2001
- Europees jeugdkampioene triatlon - 1999
- Wereldjeugdkampioene neo-senioren duatlon - 2003
- Zwitsers kampioene duatlon senioren - 2006, 2008, 2009, 2010

## Palmares

### Olympische Spelen
- 2004: 19e Olympische Spelen in Athene - 2:08.44,46
- 2008: 6e Olympische Spelen in Peking - 2:00.30,48
- 2012:  Olympische Spelen in Londen - 1:59.48
- 2016:  Olympische Spelen in Rio de Janeiro - 1:56.56

### WK
- 1998: 5e WK junioren in Lausanne - 2:16.55
- 1999:  WK junioren in Montreal - 2:03.26
- 2000:  WK junioren in Perth - 2:12.19
- 2001:  WK junioren in Edmonton - 2:04.11
- 2002:  WK neo-senioren in Cancún
- 2003: 32e WK olympische afstand in Queenstown - 2:13.56
- 2004: DNF WK olympische afstand
- 2007: 19e WK olympische afstand in Hamburg - 1:57.00
- 2010: 6e WK sprintafstand in Lausanne - 59.24
- 2011: 16e WK sprintafstand in Lausanne - 59.30
- 2012: 6e WK olympische afstand - 3264 p
- 2014: 75e WK olympische afstand - 300 p
- 2015: 17e WK olympische afstand - 1870 p

### EK
- 1998: 18e EK junioren in Velden
- 1999:  EK junioren in Funchal
- 2000: 5e EK junioren in Stein
- 2001:  EK junioren in Karlsbad
- 2002: 14e EK olympische afstand in Győr - 2:01.22
- 2003: 12e EK olympische afstand in Karlovy Vary - 2:12.39
- 2004: 14e EK olympische afstand in Valencia - 2:00.04
- 2005: 12e EK olympische afstand in Lausanne - 2:10.44
- 2006: 13e EK olympische afstand in Autun - 2:15.02
- 2007:  EK olympische afstand in Kopenhagen - 2:03.24
- 2008: 4e EK olympische afstand in Lissabon - 2:06.43
- 2009:  EK olympische afstand in Holten - 1:55.42
- 2010:  EK olympische afstand in Athlone

### Europese Spelen
- 2015:  Europese Spelen in Bakoe - 2:00.28

### halve marathon
- 2019:  Greifenseelauf - 1:16.30

### veldlopen
- 1999:  EK junioren - 12.55
- 2000:  EK junioren - 12.56

2000: Brigitte McMahon ·
2004: Kate Allen ·
2008: Emma Snowsill · 
2012: Nicola Spirig · 
2016: Gwen Jorgensen · 
2020: Flora Duffy · 
2024: Cassandre Beaugrand